# Crinum longitubum
Crinum longitubum är en amaryllisväxtart som beskrevs av Ferdinand Albin Pax. Crinum longitubum ingår i släktet Crinum, och familjen amaryllisväxter. Inga underarter finns listade i Catalogue of Life.